# 平閩十八洞
《平閩十八洞》，又名《平閩全傳》，是一本流傳於閩南、台灣、南洋各地的通俗章回小說，成書於中國清代，共8卷52回。故事假借宋代楊文廣之名，實則書寫唐代蠻獠嘯亂時期陳政、陳元光父子領兵入閩「平蠻」之事蹟。其內容則帶有鮮明的閩南文化色彩，除展現出精湛熟練的閩南語口語詞句，更反映出閩越族或畬族特有的風俗民情。

## 十八洞
所謂「十八洞」，即非漢族的少數民族的居住地，稱為「峒寨」，除18個洞之外，尚有3座城池，而其地理位置與領袖大致如下：

| - 越都（福梁城）：南閩王藍鳳高的都城，即福州。 - 吳州城：洞主魏化，即汀州府歸化縣。 - 越州城：洞主高明，即汀州府上杭縣。 - 碧水洞：洞主姚玉，即建寧府浦城縣。 - 天山洞：洞主石慶，即建寧府建陽縣。 - 紅砂洞：洞主紅鸞娘子，即延平府大田縣。 - 天魔洞：洞主盧修，即延平府南平縣。 - 飛龍洞：洞主鄧角，即漳州府平和縣。 - 鷺江洞：洞主鐵頭禪師，即廈門島。 - 天吳洞：洞主金真，位於漳廈之間。 - 漳仙洞：洞主余席、余面兄弟，即漳州。 | - 壽仙洞：洞主水偃，即泉州府南安縣外沙。 - 鐵松洞：洞主林清，即安溪縣。 - 鎮山洞：洞主石福，即仙遊縣。 - 水晶洞：洞主河濤，即莆田縣。 - 黃草洞：洞主杜引，即莆田縣壺公山。 - 清峰洞：洞主壽仙真人，即莆田縣百文山。 - 蜈蚣洞：洞主金老仙，即福清縣蜈蚣山。 - 蝶仔洞：洞主鬼月姑，即镇海卫岐尾海灘。 - 飛鵝洞：洞主金精娘娘，即漳浦縣外百里。 - 密婆洞：洞主飛霞夫人，即海澄縣後并社尾。 |

## 腳註
1. ↑  李亦園 (1994).

## 外部連結
- 新刻平閩全傳五十二回　道光中刊本－東京大學 東洋文化研究所所藏漢籍善本全文影像資料庫 （页面存档备份，存于）